# Lost Without You (Freya Ridings)
Lost Without You è un singolo della cantante britannica Freya Ridings, pubblicato il 3 novembre 2017 su etichetta discografica Good Soldier Records. Il brano, incluso nell'album di debutto eponimo della cantante, è stato scritto e composto da lei stessa e prodotto da Ollie Green.

## Tracce
CD
1. Lost Without You – 3:45
2. Lost Without You (Kia Love × Vertue Remix) – 2:31

Download digitale
1. Lost Without You – 3:45

## Classifiche

### Classifiche settimanali
| Classifica (2018-9) | Posizione massima |
| ------------------- | ----------------- |
| Belgio (Fiandre)    | 53                |
| Irlanda             | 16                |
| Regno Unito         | 9                 |

### Classifiche di fine anno
| Classifica (2018) | Posizione |
| ----------------- | --------- |
| Regno Unito       | 81        |
| Classifica (2019) | Posizione |
| Regno Unito       | 60        |